# Битва у Эландслаагте
Битва у Эландслаагте (англ. Battle of Elandslaagte) — одно из первых сражений Второй англо-бурской войны, которое произошло 21 октября 1899 года близ фермы Эландслаагте на территории колонии Великобритании Наталь.

## Ход сражения
Когда бурские войска вторглись в Наталь, отряд под командованием генерала Йоханнеса Кока  19 октября 1899 года занял железнодорожную станцию Эландслаагте, тем самым прервав сообщение между основными британскими силами в Ледисмите и отрядом в Данди. Силы Кока состояли в основном из бойцов Йоханнесбургского коммандо и отряда немецких, французских, голландских, американских и ирландских иностранных добровольцев.
Узнав, что телеграф был отключен, генерал-лейтенант Джордж Уайт, командующий британскими войсками в Натале, послал своего командира кавалерии генерал-майора Джона Френча отбить станцию и восстановить сообщения с Гленко. Прибыв на место 21 октября, вскоре после рассвета, Френч обнаружил, что буры преобладают в численности и имеют два полевых орудия. Он телеграфировал в Ледисмит о необходимости подкрепления, которое вскоре прибыло поездом.
Френч имел первоначально в своём распоряжении 5 эскадронов кавалерии, 6 артиллерийских орудий, 4 роты пехоты и отряд сапёров, но затем к нему прибыли на поддержку 5-й уланский полк, 2 батареи (21-я и 41-я), 1-й батальон девонширцев и 5 рот хайлендеров Гордона. Располагая этими силами, генерал Френч, руководивший боем, несмотря на присутствие генерала Уайта, направил в атаку: девонширцев — с фронта,  5 эскадронов — в обход правого фланга буров, гордонцев, манчестерцев и всю остальную кавалерию, намеченных для решительной атаки,  — в обход их левого фланга.
Наступление англичан с фронта было задержано пресеченной местностью и забором фермы из колючей проволоки. Тем не менее, солдаты перерезали или сломали проволоку и заняли основную часть позиции буров. В пехотную цепь были влиты все резервы, части перемешались, однако действия артиллерии и, главным образом, колонны, вышедшей в обход левого фланга, сделали свое дело: бурские коммандос вместе с германским и голландским легионами стали отступать, оставив на позиции два орудия системы Максима и часть лошадей. Сам Кок, пытавшийся остановить отступление, был убит в контратаке. Два бурских полевых орудия попали в руки британцев.
Когда оставшиеся буры сели на своих лошадей и попытались отступить, два эскадрона британской кавалерии атаковали их. Это был один из немногих случаев во время англо-бурской войны, когда британская кавалерия действовала копьями и саблями.
После победы у Эландслаагте путь для британского отряда, находившегося в Данди, был открыт. Но Джордж Уайт опасался, что 10 000 буров из Оранжевого Свободного государства могут атаковать Ледисмит, и приказал своим войскам оставить Эландслаагте. Англичане возвратились в Ледисмит. Отряд в Данди снова оказался в изоляции. Двумя днями позже бурские войска снова заняли Эландслаагте.